# Kaplica pw. Świętego Krzyża w Grodzisku Mazowieckim
Kaplica pw. Świętego Krzyża w Grodzisku Mazowieckim – zabytkowa kaplica przedpogrzebowa, znajdująca się w Grodzisku Mazowieckim przy Placu Króla Zygmunta Starego 2A, w sąsiedztwie Kościoła Świętej Anny.
Kaplicę zbudowano w 1713 roku. Kaplicę wystawiono jako wotum, za ustanie epidemii cholery. Początkowo obiekt mieścił się przy zbiegu ulic Kościuszki i Sienkiewicza. W 1776 kaplicę przebudowywano, natomiast w 1839 przechodziła renowację.
Barokowy budynek ma kształt prostokąta i jest zbudowany z cegły. Na froncie posiada dwa prostokątne filary. Dach kaplicy jest czterospadowy, pokryty dachówką oraz posiada zwieńczającą go sygnaturkę.
W 1962 roku obiekt wpisano do rejestru zabytków. W listopadzie 1995 roku, kaplicę przeniesiono na plac Króla Zygmunta Starego, gdzie znajduje się ona do dziś.